# Mazivo
Mazivo (tudi lubrikant) je snov, ki pomaga zmanjšati trenje in temperature med drsenjem dveh ali več površin in tako pripomorejo k boljšemu delovanju mehanizma. Lastnost zmanjševanja trenja je znana kot mazljivost. Mazivo ima lahko poleg termoregulacije tudi funkcijo prenosa sil ali transporta delcev. Poleg industrijske rabe se maziva uporabljajo tudi v številne druge namene. Druge uporabe vključujejo kuhanje (olja in maščobe, ki se uporabljajo na ponvah pri peki za preprečevanje prijemanja hrane), biološke aplikacije na ljudeh (npr. maziva za umetne sklepe), ultrazvočni pregledi, zdravniški pregledi in pri spolni odnosi. 
Maziva največkrat delimo glede na njihovo agregatno stanje (pri sobni temperaturi T=20°C). Tako poznamo tekoča maziva (mineralna olja), mazalne masti in trdna maziva.